# Aïn Madhi
Aïn Madhi (în arabă عين ماضي) este o comună din provincia Laghouat, Algeria.
Populația comunei este de 8.101 locuitori (2008).